# Vardablur (Aragatsotn)
Vardablur (in armeno Վարդաբլուր?, fino al 1950 Dzhangi o Jangi) è un comune dell'Armenia di 577 abitanti (2001) della provincia di Aragatsotn.